# Cazaux-d’Anglès
Cazaux-d’Anglès település Franciaországban, Gers megyében. Lakosainak száma 112 fő (2022. január 1.). Cazaux-d’Anglès Bazian, Belmont, Callian, Castelnau-d’Anglès, Lupiac, Peyrusse-Grande, Riguepeu és Tudelle községekkel határos.

## Népesség
A település népességének változása:
| Lakosok száma | 172  | 124  | 120  | 140  | 119  | 118  | 119  | 116  | 114  | 112  |
|               | 1968 | 1982 | 1990 | 2006 | 2013 | 2015 | 2017 | 2019 | 2020 | 2022 |